# Minneapolis–Saint Paul nemzetközi repülőtér
A Minneapolis–Saint Paul nemzetközi repülőtér (IATA: MSP, ICAO: KMSP) az Amerikai Egyesült Államok egyik jelentős nemzetközi repülőtere. Minnesota államban, Minneapolis és Saint Paul közelében található. Éves utasforgalma 31 241 822 fő (2022).

## Futópályák
A repülőtér futópályái:
- 04/22 (11 006 ft, 150 ft, beton)
- 12L/30R (8200 ft, 150 ft, beton)
- 12R/30L (10 000 ft, 200 ft, beton)
- 17/35 (8000 ft, 150 ft, beton)

## Forgalom
Az utasforgalom az elmúlt években az alábbi módon változott:
| Utasok száma | 28 532 487 | 34 308 389 | 36 713 173 | 35 612 133 | 32 378 599 | 33 170 960 | 36 582 854 | 38 034 341 | 14 851 289 | 34 770 800 |
|              | 1998       | 2001       | 2004       | 2006       | 2009       | 2012       | 2015       | 2017       | 2020       | 2023       |

## Légitársaságok és úticélok
2023-ban a Minneapolis–Saint Paul nemzetközi repülőtérről az alábbi járatok indulnak:

### Személy
| Légitársaság          | Célállomások | Refs.         |
| --------------------- | --- | ------------- |
| Aer Lingus            | Dublin (2024. április 29-től) | [ 3 ]         |
| Air Canada Express    | Montréal–Trudeau, Toronto–Pearson | [ 4 ]         |
| Air France            | Szezonális: Párizs-Charles de Gaulle repülőtér (resumes April 29, 2024) | [ 6 ]         |
| Alaska Airlines       | Seattle/Tacoma Szezonális: Anchorage, Portland (OR) | [ 7 ]         |
| Allegiant Air         | Asheville, Destin/Fort Walton Beach, Phoenix/Mesa, Punta Gorda (FL), Sarasota | [ 8 ]         |
| American Airlines     | Charlotte, Chicago–O'Hare, Dallas/Fort Worth, Miami, Phoenix–Sky Harbor Szezonális: Philadelphia | [ 9 ]         |
| American Eagle        | Chicago–O'Hare, New York–LaGuardia, Philadelphia, Washington–National | [ 9 ]         |
| Condor                | Szezonális: Frankfurt | [ 10 ]        |
| Delta Air Lines       | Amszterdam, Anchorage, Atlanta, Austin, Baltimore, Billings, Bismarck, Boise, Boston, Bozeman, Calgary, Cancún, Charlotte, Chicago–O'Hare, Cincinnati, Dallas/Fort Worth, Denver, Destin/Fort Walton Beach, Detroit, Fargo, Fort Lauderdale, Fort Myers, Grand Forks, Grand Rapids, Hartford, Honolulu, Houston–Intercontinental, Indianapolis, Jacksonville (FL), Kansas City, Las Vegas, London–Heathrow, Los Angeles, Madison, Mexico City, Miami, Milwaukee, Missoula, Montréal–Trudeau, Nashville, Newark, New Orleans, New York–JFK, New York–LaGuardia, Orange County, Orlando, Párizs-Charles de Gaulle repülőtér, Philadelphia, Pittsburgh, Phoenix–Sky Harbor, Portland (OR), Raleigh/Durham, Sacramento, Salt Lake City, San Antonio, San Diego, San Francisco, San Jose (CA), San Juan, Sarasota, Seattle/Tacoma, Seoul–Incheon, Sioux Falls, Spokane, St. Louis, Tampa, Tokyo–Haneda, Vancouver, Washington–National, Winnipeg Szezonális: Albuquerque, Asheville, Belize City, Buffalo, Burlington (VT), Charleston (SC), Cleveland, Colorado Springs, Columbus–Glenn, Cozumel (resumes December 16, 2023), Dublin ( May 9, 2024), Duluth, Fairbanks, Glacier Park/Kalispell, Harlingen, Hayden/Steamboat Springs, Jackson Hole, Liberia (CR), Montego Bay, Myrtle Beach, Omaha, Palm Springs, Portland (ME), Providence, Providenciales ( January 20, 2024), Puerto Vallarta, Punta Cana, Rapid City, Reno/Tahoe, Reykjavík–Keflavík, San José del Cabo, Savannah, Tri-Cities (WA), Tucson, West Palm Beach | [ 14 ]        |
| Delta Connection      | Aberdeen (SD), Appleton, Bemidji, Bismarck, Brainerd, Cedar Rapids/Iowa City, Chicago–Midway, Cincinnati, Cleveland, Columbus–Glenn, Des Moines, Duluth, Escanaba, Fargo, Fayetteville/Bentonville, Fort Wayne, Glacier Park/Kalispell, Grand Forks, Grand Rapids, Great Falls, Green Bay, Hibbing/Chisholm, Indianapolis, International Falls, Iron Mountain, Kansas City, Louisville, Madison, Memphis, Milwaukee, Minot, Missoula, Mosinee/Wausau, Newark, Oklahoma City, Omaha, Pittsburgh, Rapid City, Rhinelander, Richmond, Rochester (MN), Sault Ste. Marie (MI), Sioux Falls, South Bend, St. Louis, Toronto–Pearson, Tri-Cities (WA), Washington–Dulles, Wichita, Williston Szezonális: Traverse City | [ 14 ]        |
| Denver Air Connection | Ironwood, Pierre ( November 30, 2023), Thief River Falls | [ 16 ]        |
| Frontier Airlines     | Denver Szezonális: Austin, Cancún ( November 16, 2023), Fort Myers, Orlando, Tampa | [ 18 ]        |
| Icelandair            | Szezonális: Reykjavík–Keflavík | [ 19 ]        |
| JetBlue               | Boston | [ 20 ]        |
| KLM                   | Amszterdam | [ 21 ]        |
| Lufthansa             | Frankfurt ( June 4, 2024) | [ 23 ]        |
| Southwest Airlines    | Austin, Baltimore, Chicago–Midway, Denver, Kansas City, Nashville, Phoenix–Sky Harbor, St. Louis Szezonális: Dallas–Love, Fort Lauderdale, Fort Myers, Las Vegas, Orlando, Sarasota, Tampa | [ 25 ] [ 26 ] |
| Spirit Airlines       | Atlanta, Baltimore, Detroit, Las Vegas, Los Angeles, Orlando Szezonális: Denver, Fort Lauderdale, Fort Myers, Miami, Myrtle Beach, New Orleans, Phoenix–Sky Harbor, Tampa | [ 27 ]        |
| Sun Country Airlines  | Asheville, Branson, Cancún, Dallas/Fort Worth, Denver, Eau Claire, Fort Myers, Las Vegas, Los Angeles, Nashville, Newark, Orlando, Phoenix–Sky Harbor, Portland (OR), San Diego, San Francisco, San Juan, Seattle/Tacoma, Tampa Szezonális: Anchorage, Aruba, Baltimore, Belize City, Boston, Bozeman, Buffalo, Burlington (VT), Charleston (SC), Charlotte, Chicago–O'Hare, Cincinnati, Colorado Springs, Columbus–Glenn, Cozumel, Destin/Fort Walton Beach, Detroit, Fort Lauderdale, Glacier Park/Kalispell, Grand Cayman, Gulfport/Biloxi, Harlingen, Hartford, Houston–Intercontinental, Indianapolis, Ixtapa/Zihuatanejo, Jackson Hole, Jacksonville (FL), Kansas City, Liberia (CR), Louisville, Mazatlán, Melbourne/Orlando, Miami, Milwaukee, Montego Bay, Myrtle Beach, New Orleans, New York–JFK, Omaha, Palm Springs, Philadelphia, Phoenix/Mesa, Pittsburgh, Portland (ME), Providence, Providenciales, Puerto Vallarta, Punta Cana, Punta Gorda (FL), Raleigh/Durham, Rapid City, Reno/Tahoe, Richmond, Roatán, San Antonio, San José del Cabo, Sarasota, Savannah, St. Louis, St. Maarten (resumes January 13, 2024), St. Petersburg/Clearwater, St. Thomas, Spokane, Traverse City, Tucson, Vancouver, West Palm Beach, Wilmington (NC) | [ 29 ]        |
| United Airlines       | Chicago–O'Hare, Denver, Houston–Intercontinental, Newark, San Francisco | [ 30 ]        |
| United Express        | Chicago–O'Hare, Denver, Houston–Intercontinental, Newark, Washington–Dulles | [ 30 ]        |
| WestJet               | Edmonton, Saskatoon | [ 31 ]        |

### Cargo
| Légitársaság          | Célállomások | Refs.     |
| --------------------- | --- | --------- |
| Amazon Air            | Cincinnati, Fort Worth/Alliance, Lakeland, Wilmington | [forrás?] |
| Bemidji Airlines      | Alexandria, Bemidji, Brainerd, Duluth, Eveleth, International Falls, Grand Rapids (MN), La Crosse, Rice Lake, Thief River Falls | [forrás?] |
| DHL Aviation          | Cincinnati, Detroit, Omaha, Thief River Falls, Winnipeg | [forrás?] |
| FedEx                 | Appleton, Chicago–O'Hare, Fargo, Fort Worth/Alliance, Greensboro, Indianapolis, Memphis, Milwaukee Szezonális: Columbus–Rickenbacker, Los Angeles, Newark, Oakland, Rochester (MN), St. Louis | [forrás?] |
| FedEx Feeder          | Bemidji, Duluth, Memphis, Thief River Falls | [forrás?] |
| United Parcel Service | Alexandria, Bemidji, Brainerd, Chicago/Rockford, Detroit Lakes, Duluth, Fargo, Fergus Falls, Grand Rapids, International Falls, La Crosse, Louisville, Marshall, Philadelphia, Portland (OR), Rice Lake, Thief River Falls, Wadena, Winnipeg, Winona Szezonális: Cedar Rapids/Iowa City, Chicago–O'Hare, Dallas/Fort Worth, Milwaukee, Ontario, Phoenix–Sky Harbor, Sioux Falls | [forrás?] |